# When the Rains Come
When the Rains Come è un album del gruppo musicale inglese And Also the Trees, pubblicato nel 2009, che raccoglie versioni acustiche di vari brani del precedente repertorio, oltre all'inedita title track When the rains come. Esso è quindi catalogabile come raccolta, e non come album di inediti.

## Tracce
1. Virus meadow
2. Dialogue
3. Fighting in a lighthouse
4. Mary of the woods
5. Jacob Fleet
6. Candace
7. Mermen of the lea
8. The dust sailor
9. The street organ
10. Vincent Craine
11. Stay away from the accordion girl
12. There was a man of double deed
13. A room lives in Lucy
14. When the rains come